# Программа «Очищение»
Програ́мма «Очище́ние» — платная услуга, позиционируемая в качестве «детоксикации организма», изначально разработанная американским писателем-фантастом Лафайетом Рональдом Хаббардом, основателем дианетики и саентологии. Является одной из вводных услуг в Церкви саентологии. и организациях Свободной зоны и РонсОргов. Программа «Очищение» сочетает в себе физические упражнения в виде бега, приём биологически активных добавок и длительное пребывание в сауне. Основная информация о программе была опубликована Хаббардом в собственной книге «Чистое тело, ясный ум». Многие саентологические организации, включая Нарконон и Криминон, а также финансируемая саентологами нью-йоркская клиника Downtown Medical предоставляют данную услугу людям, имевшим дело со значительными отравлениями наркотическими и токсическими веществами. Есть так же и организации не связанные с Церковью саентологии, а относящиеся к Свободной зоне, которые предоставляют детокс, например Аптренд. В различных случаях программа позиционируется либо как религиозная, либо как светская, в зависимости от контекста ситуации.
Хаббард выдвинул свои идеи о ниацине в книге «Всё о радиации». Он утверждал, что большие дозы ниацина помогают справиться с воздействием радиационного облучения. В 1979 году «Программа потения», которая была предшествующей, была отменена и её заменила программа «Очищение».
В то время как сторонники саентологии убеждены, что программа является единственной эффективной программой детоксикации, критики чаще всего указывают на возможность передозировки БАД и на чрезмерные, опасные для здоровья, длительности нахождения в горячей сауне.

## Процедура
Перед началом программы человек должен получить письменное разрешение от врача. На программу не допускаются люди, имеющие сердечную недостаточность, анемию или высокое кровяное давление.
Обычно при пятичасовом ежедневном графике человек может пройти всю программу за три-четыре недели. Каждый день человек соблюдает стандартное расписание, в которое должно входить следующее: достаточный сон; бег для усиления кровообращения; потение в сауне; питание, включающее в себя приём БАД, растительных масел и большого количества овощей. На программе не рекомендуется резко изменять свою привычную диету.
На программе «Очищение» человек регулярно принимает соответствующие БАД и жидкости:
- Витамины и минералы, приём которых следует начинать с небольших дозировок, постепенно повышая их количества по мере того, как участник продвигается по программе.
- Среди прочих витаминов принимается ниацин, дозировка которого начинается со 100 мг в день и может дойти до 5000 мг в день. В обычной медицине ниацин применяется лишь при лечении кожных и сердечно-сосудистых заболеваний, и его дозировка значительно ниже, примерно 15 мг.[5]
- От двух до четырёх столовых ложек растительного масла, содержащего незаменимые жирные кислоты.
- От одной до двух столовых ложек лецитина.
- От одного до трёх стаканов напитка «Кальмаг», рецепт приготовления которого из глюконата кальция, карбоната магния и яблочного уксуса приводится Хаббардом в книге.
- Дополнительные количества соли и калия, чтобы восполнять их потери, связанные с потением в сауне.
- Большое количество жидкости, чтобы способствовать очищению тканей организма, а также восполнять её запасы в организме.

Церковь саентологии утверждает, что программа «Очищение» не используется в медицинских целях, а направлена на духовное совершенствование человека. Человек проходит набор тестов до и после завершения программы. В книге «Чистое тело, ясный ум» Хаббардом приводятся многочисленные положительные свидетельства людей, якобы участвовавших в ней.

## Теоретическая основа
Общая теория, на которой базируется программа «Очищение», состоит в следующем. Химические яды, наркотики и токсические вещества могут надолго задерживаться в организме, особенно в жировых тканях. Ниацин, принимаемый в достаточных количествах и обязательно в сочетании с другими витаминами, приводит к высвобождению токсических веществ из клеток и жировых тканей. Бег и потение обеспечивают, чтобы высвобожденные токсины вымывались из тела.
Независимые научные исследования показывают, что при обычных условиях концентрация токсинов в поте незначительная, поскольку они в первую очередь выводятся через печень, почки и лёгкие. В книге «Чистое тело, ясный ум» Хаббардом заявляется о том, что ниацин может вызывать разнообразные проявления токсических отравлений: от укусов насекомых до повторного наркотического опьянения, но по мере прохождения программы все эти проявления якобы уменьшаются и исчезают. Заявляется, что продуктом программы якобы является тело, свободное от загрязнений, наркотиков и лекарств, которые были накоплены в нём.
Также на программе человек принимает дополнительное растительное масло и лецитин, чтобы заменить «старые» жировые ткани, в которых могут содержаться накопленные токсины. В книге «Чистое тело, ясный ум» также утверждается что, у наркоманов и людей, имеющих дефицит кальция и магния, могут быть ломки, спазмы мышц и стресс. Поэтому человек на программе принимает напиток «Кальмаг», содержащий кальций и магний в растворённой форме.

## История
В начале 1950-х гг. Хаббард обнаружил, что приём ниацина вызывал проявления, напоминающие солнечные и радиационные ожоги. На коже человека проявлялись красные пятна, совпадающие в точности с очертаниями его купального костюма, который он надевал в прошлом. В дальнейшем Хаббард также обнаружил, что при постепенном увеличении дозировки ниацина все эти проявления слабели и исчезали. Он пришёл к выводу, что ниацин устраняет последствия прошлых солнечных ожогов и радиационного облучения.
В конце 1970-х гг. Хаббард заметил, что приём ниацина вызывал у бывших наркоманов повторные трипы, вызываемые высвобождением из тканей остатков ЛСД. В 1977 году появилась первоначальная «Программа потения», созданная Хаббардом с целью освобождать организм человека от остаточных количеств ЛСД и других наркотиков, которые, по его мнению, могли надолго застревать в тканях тела, оказывая в дальнейшем своё негативное воздействие. Участник программы принимал витамины, соль и добивался потения, бегая в прорезиненном костюме, по крайней мере, один час в день. «Программа потения» могла продолжаться до нескольких месяцев. В итоге после ряда существенных изменений (в числе прочего это было добавление сауны, а также систематизация приёма БАД) в 1979 году программа «Очищение» заменила «Программу потения».

## Настоящее время
Программа «Очищение» используется в практике Церкви саентологии для того, чтобы устранить биохимические барьеры, связанные с токсинами в теле, и подготовить саентолога к дальнейшему духовному прогрессу. Утверждается, что наличие отложений токсинов и наркотиков в теле может сделать невозможным получение духовных достижений.
Кроме того, процедуры, входящие в состав программы «Очищение», применяются в качестве программы детоксикации в центрах реабилитации наркоманов Нарконон, а также в некоммерческих организациях Криминон, работающих с заключёнными в тюрьмах.

## Критика
В РФ согласно Приказу Министерства здравоохранения и медицинской промышленности  РФ от 19.06.96, запрещена пропаганда и использования методов детоксикации, иных вытекающих из учения Р. Хаббарда методов саентологии и дианетики в практике здравоохранения.
В 1990 году американский журналист и эколог Дэвид Штейнман, отрицающий свою связь с Церковью саентологии, в своей книге «Диета для отравленной планеты» рекомендовал своим читателям пройти программу «Очищение», чтобы избавиться от токсинов в организме. Книга призывала читателей следить за воздействием вредных химических веществ в продуктах питания и бытовых материалах, выпускаемых современными производителями. FDA в ответ выпустило документ, обвиняя Штейнмана в искажении фактов.
В 2003 году в Нью-Йорке был создан проект для предоставления программы «Очищение» работникам государственного сектора, которые подверглись воздействию токсинов во время устранения последствий террористической атаки 11 сентября 2001 года. Одним из соучредителей и участников кампании по сбору средств стал Том Круз. Программа проводилась на базе нью-йоркской клиники Downtown Medical. Джим Вудворт, директор Downtown Medical, заявил, что фиолетовые и чёрные пятна от пота на полотенцах, зелёный и синий кал доказывают, что у пожарных и других участников команды по ликвидации последствий трагедии выходили настоящие токсины из тела. Более 800 человек прошли программу «Очищение». Многие участники заявили о том, что получили положительные результаты от прохождения программы «Очищение». Доктор Джеймс Дальгрен заявил, что программа помогла женщине, которую он консультирует с 1987 года, и у которой было отравление высокотоксичными веществами. Джеймс Дальгрен с коллегами привёл данные исследования, показывающего снижение токсических веществ у спасателей, прошедших программу. Некоторые представители местной власти также поддержали проект, который был удостоен государственного финансирования. Тем не менее, проект подвергался критике за потенциальную опасность программы и за вовлечение в саентологию.
Журналисты газеты New York Press выпустили статью, в которой приводились некоторые положительные отзывы врачей о программе «Очищение». Программа, по их мнению, была эффективной и помогла многим участникам улучшить своё самочувствие и здоровье. Однако в этой же статье приводились многочисленные отзывы врачей, которые высказались негативно и скептически. По их мнению, большие дозировки ниацина и других витаминов могут иметь побочные эффекты, а один из них не верил, что токсины могут выводиться в сауне во время потения.